# Ophisma renalis
Ophisma renalis là một loài bướm đêm trong họ Erebidae.